# پارک علم و فناوری خراسان
پارک علم و فناوری خراسان رضوی وابسته به وزارت علوم، تحقیقات و فناوری به ریاست دکتر علی اسماعیلی، در راستای تحقق آرمان توسعه فناوری کشور در سطح ملی و بین‌المللی در سال ۱۳۸۱ آغاز به کار کرده و تاکنون بیش از 2053 واحد فناور و شرکت دانش‌بنیان را مورد حمایت قرار داده‌ است. این پارک با مساحتی حدود ۷۵ هکتار در شهرستان مشهد ( کیلومتر 12 بزرگراه آسیایی در حاشیه بزرگراه مشهد به گلبهار) و نیز در شهرستان‌های نیشابور، گناباد، تربت حیدریه ، کاشمر و سبزوار قرار دارد و شامل 17 پردیس و مرکز فناوری به شرح ذیل می‌باشد:

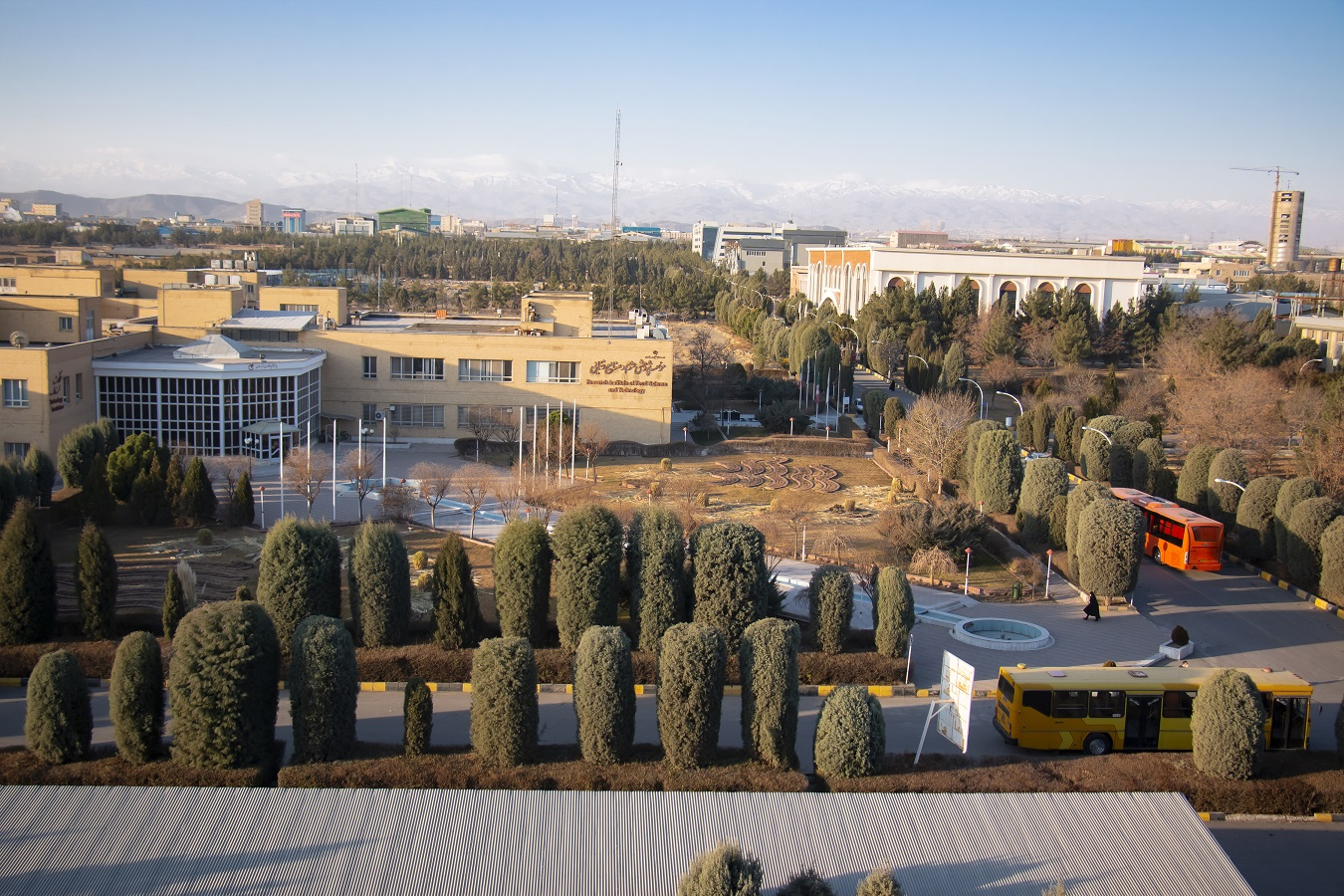
سایت مرکزی پارک علم و فناوری خراسان

پردیس فناوری انرژی، پردیس فناوری جامع، پردیس فناوری اطلاعات و ارتباطات ICT، مرکز رشد فناوری‌های فرهنگی و زیارت، مرکز رشد فناوری نیشابور، مرکز رشد فرآوری گیاهان دارویی، مرکز رشد پیام نور، مرکز رشد نصیر، مرکز رشد فناوری تربت‌حیدریه، مرکز رشد فناوری گناباد، مرکز رشد فناوری حکیم سبزواری، مرکز رشد فناوری کاشمر، مرکز رشد و پردیس فناوری کشاورزی، منابع طبیعی و صنایع غذایی، پردیس فناوری صنایع معدنی، پردیس علم و فناوری سبزوار و پردیس فناوری سلامت ثامن
در حال حاضر تعداد شاغلین در شرکت‌های عضو این پارک، حدود 9450 نفر با متوسط سنی ۳۰ سال می‌باشد که ۸۵ درصد ایشان دارای مدرک تحصیلی کارشناسی و بالاتر هستند و این پارک شامل 214 واحد فناور، 524 شرکت جاری و 1545 محصول فناور و دانش بنیان است.
نمایی از میزان صادرات شرکت های پارک علم و فناوری خراسان
شرکت های پارک خراسان در سال 1403 بیش از 60 میلیون دلار صادرات به ثبت رسیده را دارا می باشند.

حوزه های پیشتاز در عرصه فناوری
1. انرژی
2. معدن
3. کشاورزی
4. سلامت
5. فناوری اطلاعات ICT
6. صنایع خلاق (سوغات زیارت)

برخی افتخارات
1. اخذ مجوز اولین پردیس علم و فناوری کشور از شورای گسترش (پردیس سلامت ثامن)
2. افتتاح اولین دهکده فناوری و نوآوری کشاورزی کشور
3. اخذ نشان سرو از وزیر عتف در سال 1402
4. اولین پارک توسعه یافته کشور
5. تنها پارک شایسته تقدیر کشور
6. اخذ عنوان فناور برتر کشور در سه سال پیاپی

حمایت ها وخدمات
ارایه خدمات از طریق کارگزاران تخصصی پارک:
1. بازار بین الملل و صادرات
2. تامین مالی و اعتباری
3. آموزش، مشاوره و منتورینگ
4. توسعه بازار و بازارسازی
5. مدیریت توسعه و فناوری
6. هماهنگی امور رویدادها
7. خدمات فنی و مهندسی
8. استقرار در پارک

مزایای عقد قرارداد با حوزه فناوری
1. طرح کلان ملی
2. تامین مالی از سامانه ساتع
3. دسترسی به شبکه بازار شرکت های فناور
4. معافیت بیمه قراردادهای پژوهشی
5. خرید تضمینی، خرید اول و فروش اقساطی
6. ترک تشریفات
7. معافیت مالیاتی قرارداد
8. ضریب 1.5 برابری در مناقصات
9. سرمایه گذاری صندوق پژوهش و فناوری
10. قرارداد حجمی
11. اعتبار مالیاتی
12. اجرای کنسرسیومی کلان پروژه
13. کاهش ریسک با نظارت پارک
14. مزایای قانونی مناطق آزاد و گمرک

تلفن تماس: 05135003333